# Warren Barguil
Warren Barguil (* 28. Oktober 1991 in Hennebont) ist ein französischer Radrennfahrer.

## Werdegang
Barguil begann seine internationale Karriere im August 2011 als Stagiaire beim französischen UCI Continental Team Bretagne-Schuller und konnte dort bereits seinen ersten Sieg bei der Tour de l’Avenir einfahren. Im August des Folgejahres fuhr er ebenfalls als Praktikant beim niederländischen UCI Professional Continental Team Argos-Shimano. In diesem Jahr gewann er ebenfalls bei der Tour de l’Avenir die Gesamtwertung, sein erster Sieg bei einem Etappenrennen. Ab der Saison 2013 fuhr er mit einem regulären Vertrag bei Argos-Shimano. Mit der Teilnahme bei der Vuelta a España fuhr er das erste Mal eine der Grand Tour und konnte zwei Bergetappen jeweils nach längerer Flucht gewinnen. Der Zielsprint der 16. Etappe zwischen Barguil und Rigoberto Urán war dabei so knapp, dass die Entscheidung erst nach Ansicht des Zielfotos zugunsten von Barguil ausfiel. 2014 erreichte er bei der Vuelta a España den achten Gesamtrang. Die Tour de France 2015 beendete er auf Platz 14.

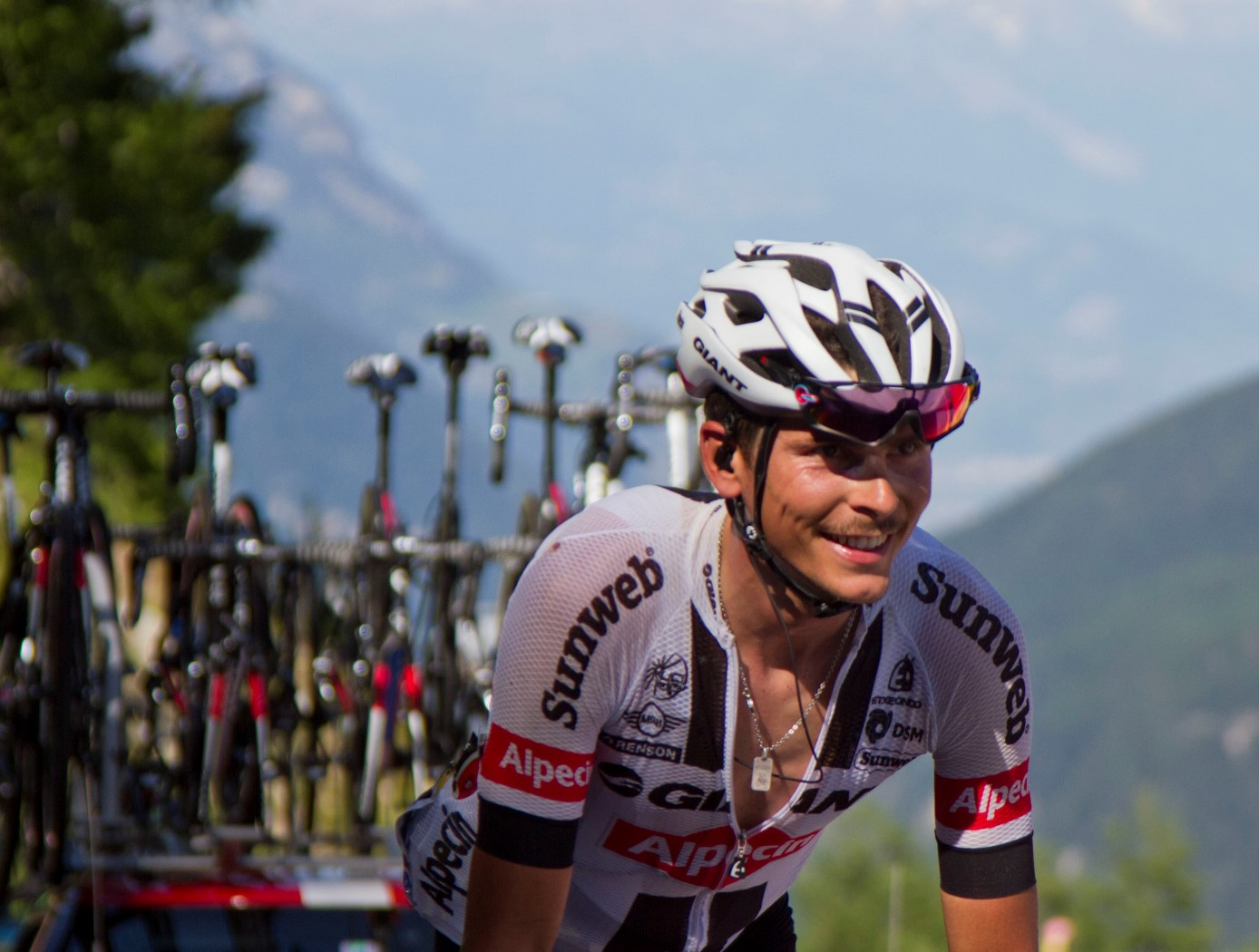
Barguil bei der Tour de France 2016

Am 23. Januar 2016 wurde Barguil – wie seine Mannschaftskollegen John Degenkolb, Max Walscheid, Ramon Sinkeldam, Chad Haga und Fredrik Ludvigsson – bei einer Trainingsfahrt nahe dem spanischen Calpe bei einem Unfall verletzt, einige Fahrer schwer. Eine ältere britische Touristin war auf der falschen Straßenseite und in die Trainingsgruppe hinein gefahren. Gleichwohl konnte er die Tour de France 2016 als 23. beenden.

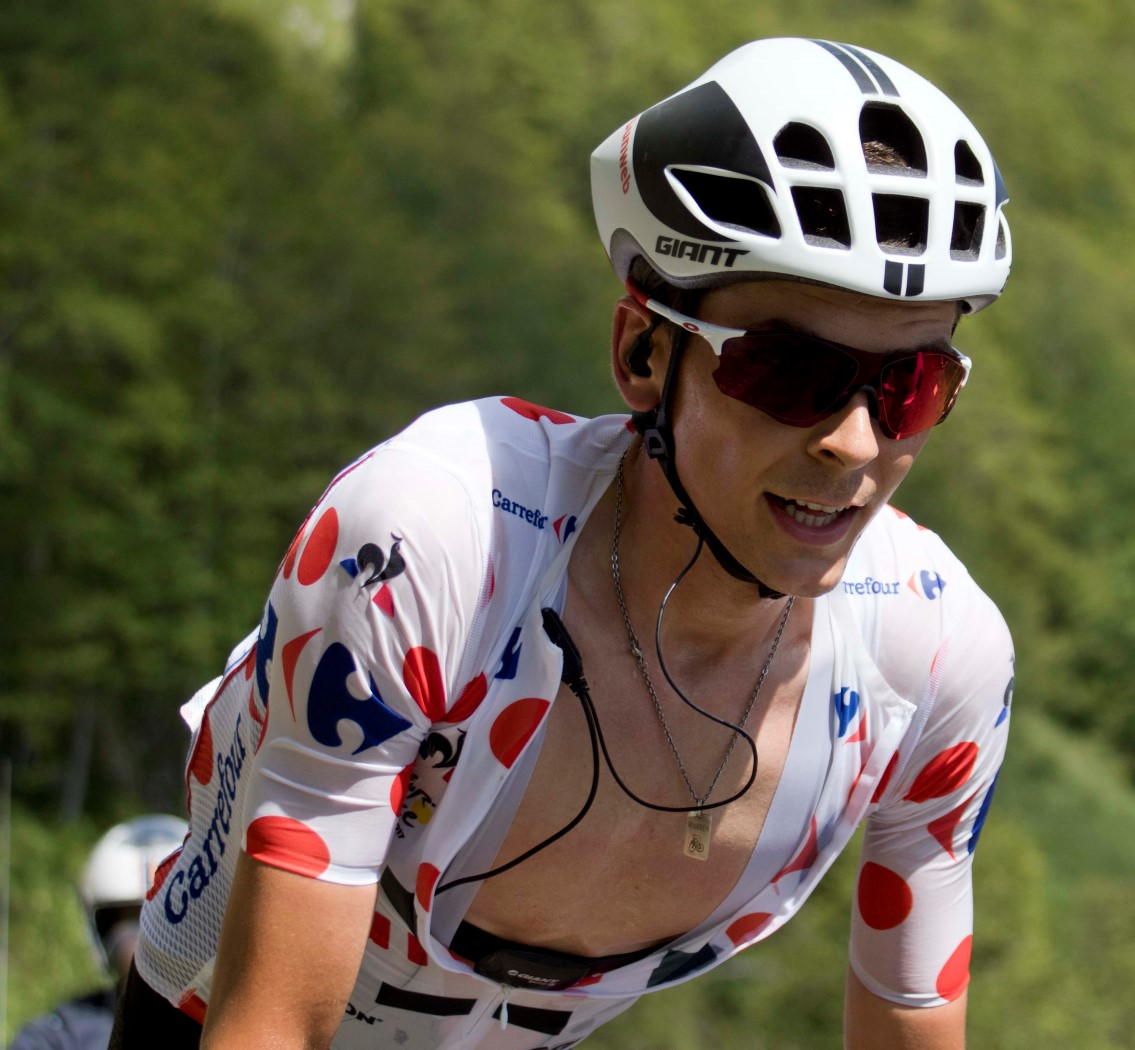
Im Trikot des Führenden der Bergwertung bei der Tour de France 2017

Auf der zweiten Etappe der Tour de Romandie 2017 stürzte Barguil wiederum schwer und brach sich den linken Beckenknochen. Bei der anschließenden Tour de France feierte er am französischen Nationalfeiertag seinen ersten Etappenerfolg. Er gewann die bergige 13. Etappe im Sprint einer vierköpfigen Spitzengruppe und die 18. Etappe mit Ziel auf dem Col d’Izoard als Solist. Zudem wurde er auf der 9. Etappe im Sprint einer sechsköpfigen Spitzengruppe im Fotofinish von Rigoberto Urán geschlagen. Er beendete die Tour als Sieger der Bergwertung. Barguil wurde zudem auch als kämpferischster Fahrer ausgezeichnet.

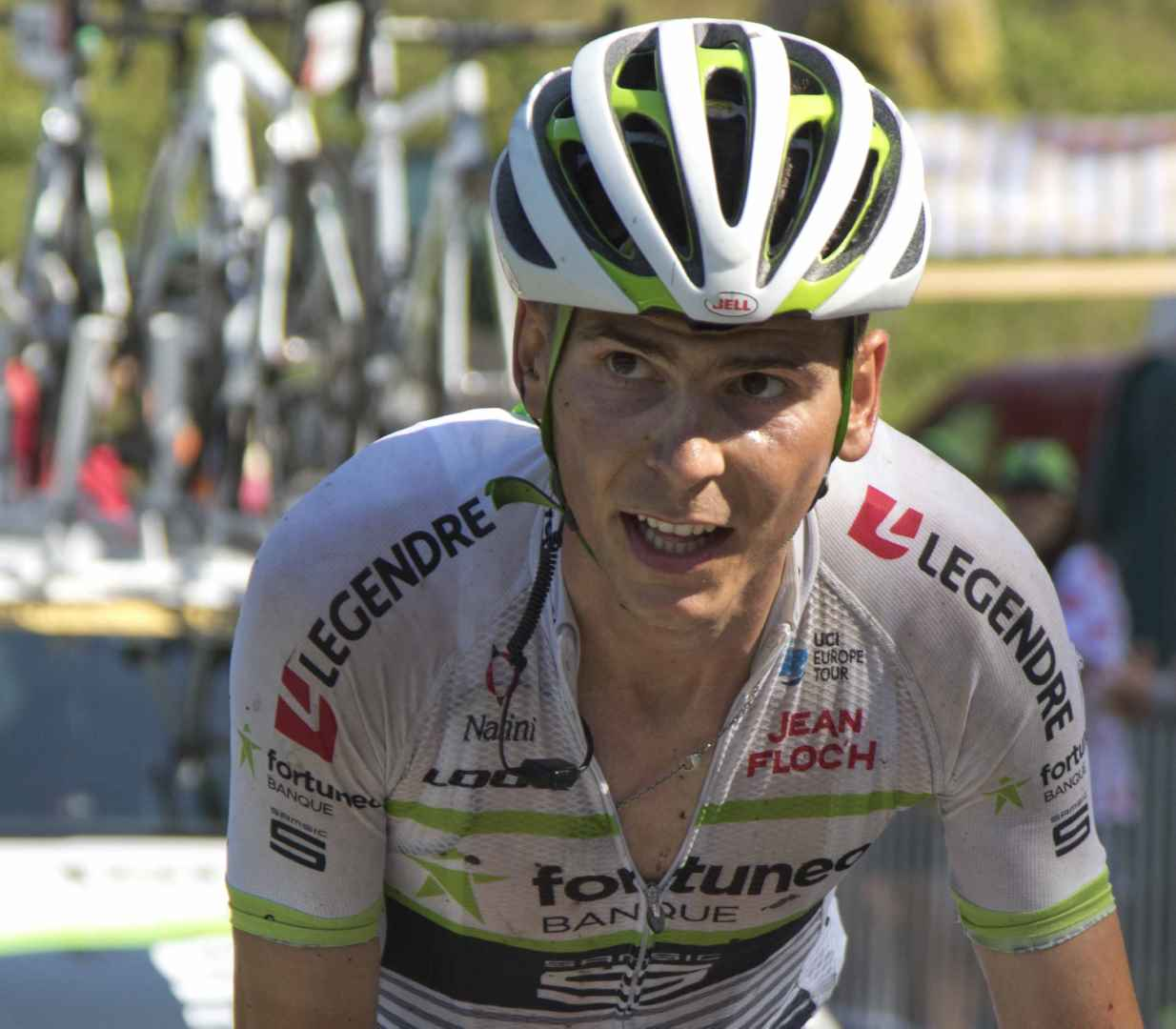
Barguil wechselte zur Saison 2018 zu Fortuneo-Samsic

Später im Jahr startete Barguil bei der Vuelta a España, wurde aber wegen Unstimmigkeiten über die Taktik von der Teamleitung nach der siebten Etappe aus dem Rennen genommen. Barguil hatte gefordert, dass er in den Bergen nicht mehr für die Ziele des Teams, sondern für sich selbst fahren wolle. Nach seiner Herausnahme aus der Vuelta kündigte er an, das Team Sunweb sofort zu verlassen. Schon zuvor hatte er einen Dreijahresvertrag beim bretonischen Zweitdivisionär Fortuneo-Oscaro zur Saison 2018 unterschrieben.
Bei der Tour de France 2018 konnte er bei seiner neuen Mannschaft nicht mehr an die Erfolge der vergangenen Tour anknüpfen, er wurde Zweiter in der Bergwertung und beendete die Rundfahrt als 17. in der Gesamtwertung. Bei einem Sturz während der zweiten Etappe von Paris–Nizza 2019 erlitt er schwere Verletzungen; eine erste Diagnose lautete auf doppelten Wirbelbruch, nach einer ärztlichen Untersuchung wurde diese auf Schleudertrauma korrigiert. Schon zwei Wochen später startete er bei der Katalonien-Rundfahrt und stürzte auf der Schlussetappe, dabei erlitt er einen Beckenbruch; bei dem Massensturz verletzte sich ebenfalls der deutsche Fahrer Simon Geschke. Bei Paris–Nizza 2020 wurde er nach der ersten Etappe für den Rest des Rennens disqualifiziert, da er nach Ansicht der Rennjury nach einem Sturz zu lange im Windschatten des Mannschaftswagens gefahren sei, um den Anschluss ans Peloton zurückzugewinnen. In der Tour de France 2022 gewann er die Sonderwertung Souvenir Henri Desgrange.

## Erfolge
2009
- Französischer Meister – Straßenrennen (Junioren)

2011
- eine Etappe Tour de l’Avenir

2012
- eine Etappe Tour des Pays de Savoie
- Gesamtwertung und eine Etappe Tour de l’Avenir

2013
- zwei Etappen Vuelta a España

2017
- zwei Etappen,  Bergwertung und  Rote Rückennummer Tour de France

2019
- Französischer Meister – Straßenrennen

2021
- Gesamtwertung Tour du Limousin

2022
- eine Etappe Tirreno–Adriatico
- Gran Premio Miguel Induráin

## Grand-Tour-Platzierungen
| Grand Tour            | 2013 | 2014 | 2015 | 2016 | 2017 | 2018 | 2019 | 2020 | 2021 | 2022 | 2023 | 2024 | 2025 |
| --------------------- | ---- | ---- | ---- | ---- | ---- | ---- | ---- | ---- | ---- | ---- | ---- | ---- | ---- |
| Giro d’ItaliaGiro     | –    | –    | –    | –    | –    | –    | –    | –    | –    | –    | 17   | –    | –    |
| Tour de FranceTour    | –    | –    | 14   | 23   | 10   | 17   | 10   | 14   | DNF  | DNF  | 22   | 40   | 23   |
| Vuelta a EspañaVuelta | 38   | 8    | –    | DNF  | DNF  | –    | –    | –    | –    | –    | –    | –    |      |